# Bodružal
Bodružal (rus. Бодруджал, węg. Rózsadomb) – wieś (obec) na Słowacji w kraju preszowskim, powiecie Svidník.
Bodružal położony jest w historycznym kraju Szarysz na szlaku handlowym z Węgier do Polski. Pierwsze wzmianki o wsi pochodzą z roku 1600.

## Cerkiew św. Mikołaja
W miejscowości znajduje się cerkiew św. Mikołaja pochodząca z 1658 roku. Jest to cerkiew łemkowska typu północno-zachodniego. Składa się ona z trzech pomieszczeń – nawy, prezbiterium i babińca. Tę potrójność akcentuje na zewnątrz zróżnicowana wysokość cebulastych, pękatych wieżyczek. Cerkiew kilka razy była odnawiana i rekonstruowana. Na północnej ścianie nawy zachowała się polichromia przedstawiająca Ukrzyżowanie i Sąd Ostateczny. W cerkwi znajduje się kompletne wyposażenie cerkiewne. Między prezbiterium a nawą kompletny ikonostas z 1794 roku. W prezbiterium barokowy ołtarz główny z ikoną Ukrzyżowania. Obok mały ołtarzyk z 1706 roku z ikoną Ecce Homo. Została wpisana wraz z innymi drewnianymi świątyniami słowackich Karpat na listę światowego dziedzictwa UNESCO w 2008 roku.

## Galeria

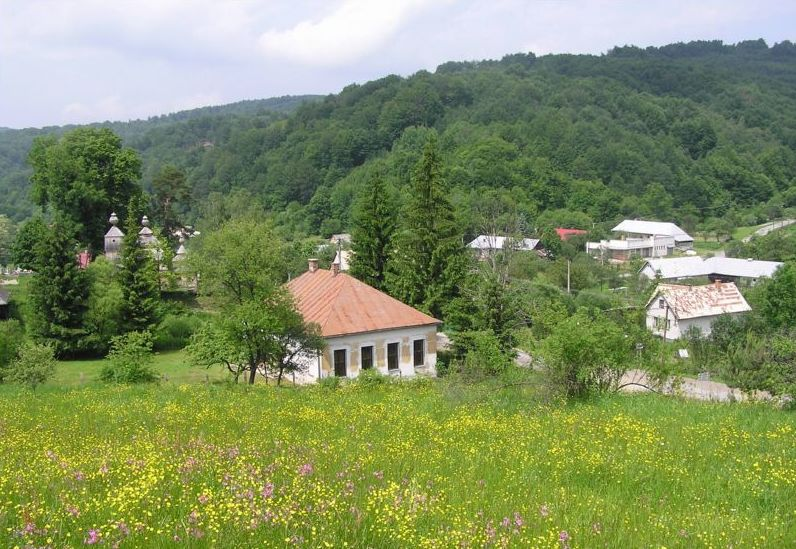
Widok na Bodružal
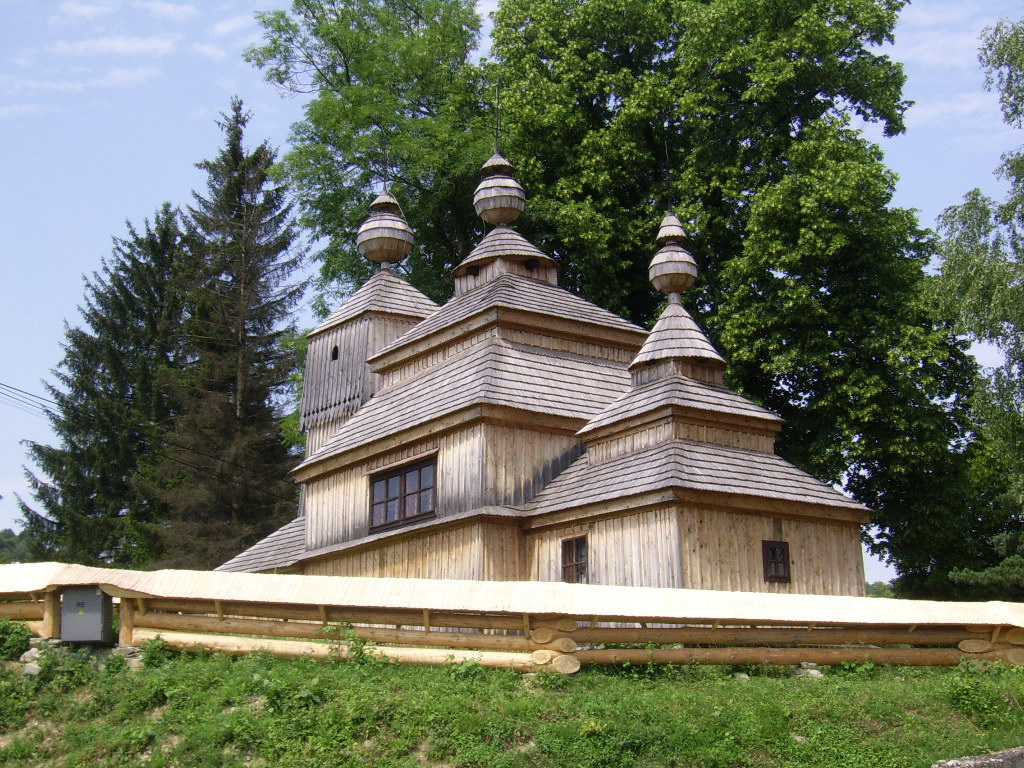
2008. Cerkiew św. Mikołaja (greckokatolicka)
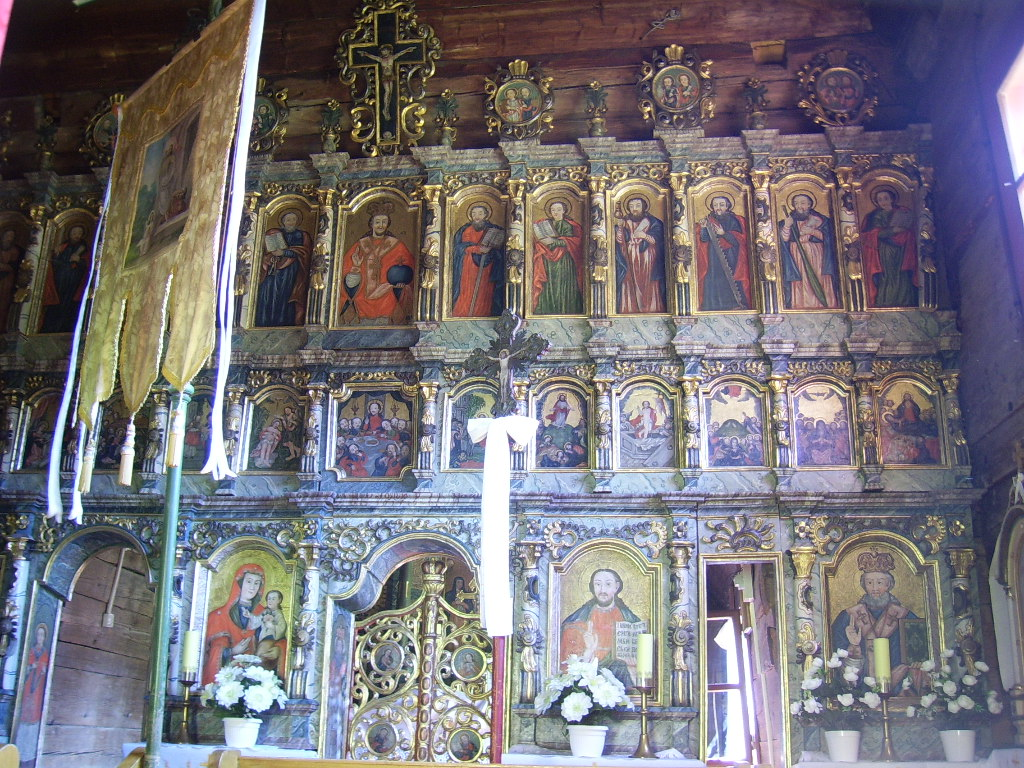
Wnętrze cerkwi św. Mikołaja
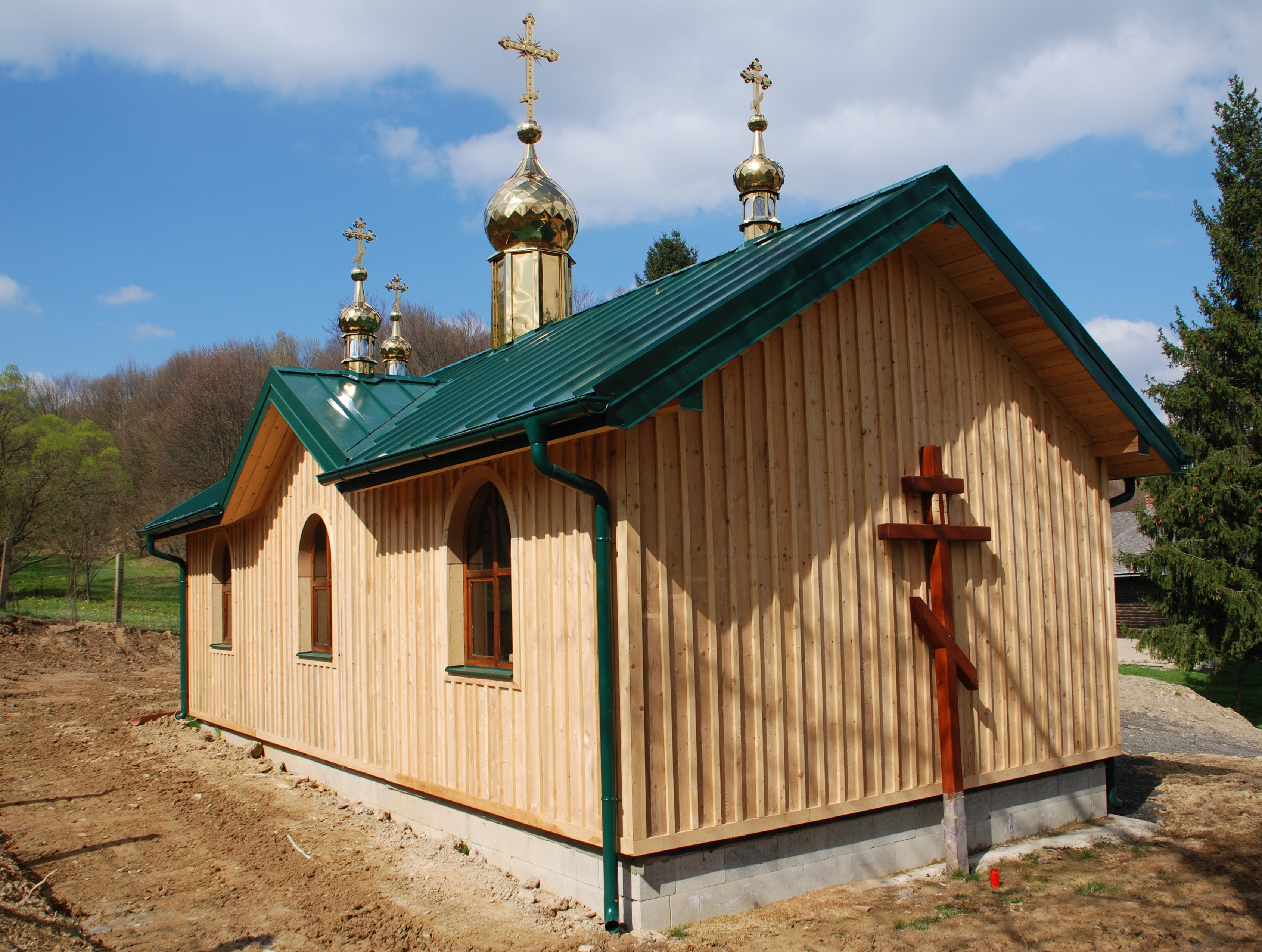
2017. Cerkiew Świętych Apostołów Piotra i Pawła (prawosławna)